# Helena Maleno
Pour les articles homonymes, voir Garzon.
Helena Maleno Garzón, née le 1er août 1970 à El Ejido, est une défenseure des droits de l'homme, journaliste, chercheuse, documentaliste et écrivaine hispano-marocaine.
Spécialiste en migrations et en traite d'êtres humains, elle est fondatrice du collectif Caminando Fronteras. Jusqu'à son expulsion par les autorités, elle est installée au Maroc d'où elle dénonce les violations des droits humains à la frontière sud espagnole.

## Biographie
Elle travaille pour l'ONG Women's Link Worldwide sur différents rapports dans lesquels elle met en œuvre la perspective de genre à l'analyse du processus migratoire. Elle réalise des recherches sur terrain au Nigeria[source secondaire nécessaire], en Colombie[source secondaire nécessaire], en Allemagne, au Danemark, en France, au Maroc et en Espagne,[source secondaire nécessaire] dans lesquelles elle compare et fait état de la problématique de la traite comme une structure internationale et industrielle d'esclavage contemporain. Elle le fait également pour le Défenseur du peuple d'Espagne (Defensor del Pueblo de España) en tant qu'une des rares consultantes externes de l'institution, étant l'auteur du rapport monographique national sur la traite des êtres humains.
Elle fut consultante de la région MENA (Moyen-Orient et Afrique du Nord) pour la rapporteur des Nations unies sur le droit à la solidarité internationale[réf. nécessaire].
Elle dispense des formations pour le Conseil général du pouvoir judiciaire, l'Union progressiste des procureurs (UPF), administrations publiques d'État et municipales et organisations sociales nationales et internationales[réf. nécessaire].
Elle est chroniqueuse dans des médias comme Eldiario.es et Público. En 2017, elle été choisie par le journal El País comme une des 10 « femmes africaines » de l’année.
Dans le domaine artistique, elle participe à des expositions comme « Géographie et mobilité » (Vienne), « Utopie » (Londres) et la Biennale de l'art politique au Caire. Elle a réalisé plusieurs vidéo-rapports, éditrice du projet audiovisuel Frontera Sur, aide de production du documentaire de CNN et BBC Living with ilegals et scénariste de Niños en el camino pour Save The Children. En 2015 son collectif,  Caminando Fronteras, a projeté pour la première fois le documentaire Tarajal: Transformer la douleur en Justice, duquel elle est scénariste et intervieweuse. Le documentaire relate les faits qui se sont produits lors de la tragédie polémique sur la plage espagnole du Tarajal au travers de la perspective des familles des victimes qui s'organisent dans un processus inédit en Afrique subsaharienne pour exiger responsabilités aux États européens et obtenir justice[réf. nécessaire].
Le Maroc l'expulse du pays le 23 janvier 2021.

### Accident dans le désert
Le 1er octobre 2005, les communautés migrantes signalent à Helena Maleno des détentions massives dans des villes marocaines. Des centaines de personnes étaient déportées et abandonnées dans le désert où beaucoup d’entre elles sont mortes[réf. nécessaire]. Ils dénonçaient une situation rendue totalement invisible.
Le 8 octobre, elle apporte, avec une commission qu’elle avait organisé, depuis Tanger, 500 rations de nourriture aux migrants abandonnés afin également de pouvoir documenter la tragédie. Durant plusieurs jours, ils ont suivi les convois chargés de dizaines d’hommes, de femmes enceintes et d’enfants migrants qui continuaient à être déplacés dans le désert.[réf. nécessaire]
Cependant, après avoir parcouru plus de 6 000 kilomètres en voiture, un accident empêche la poursuite d’un autre convoi. Les plus mal en point Helena et son collègue Francisco sont hospitalisés à El Aaiún et transférés à Las Palmas de Gran Canaria. Elle a besoin de plusieurs mois en chaise roulante pour se remettre de ses blessures[source secondaire nécessaire].

### Menaces et harcèlement
Son travail de critique et de dénonciation des politiques migratoires entre l'Union européenne et les gouvernements africains a reçu comme réponse menaces et extorsions depuis le début. L'activiste souffre, depuis des années, d'appels, de persécutions et d'agressions qui ont comme objectifs de mettre fin au travail qu'elle réalise au travers de son organisation et qui ont mis sa propre vie en danger.[réf. nécessaire] Un des épisodes les plus graves fut celui qui s'est déroulé en 2014 dans le quartier de Boukhalef à Tanger, où vivent des Africains subsahariens en attendant d'essayer d'entrer en Espagne. Selon El Mundo, la militante espagnole a été agressée, harcelée et insultée lors d'incidents au cours desquels une cinquantaine de voisins marocains armés de machettes et de bâtons ont attaqué un groupe d'immigrants subsahariens. Lorsque les assaillants ont reconnu Maleno, ils commencent à la traiter de « pute espagnole » et à la harceler devant une police marocaine passive. Les assaillants déclarent également : « Chrétiens de merde » et « Sahara marocain » et exhortent les immigrants à traverser le détroit pour aller en Espagne. La chercheuse avait mis en lumière, les jours antérieurs, des accords politiques sur les frontières entre gouvernement du Maroc et d'Espagne[réf. nécessaire].
En août 2017, elle reçoit la photo d'un revolver chargé d'une balle avec le message « Je vous suggère le silence ou vous mourrez. Vous incommodez les autorités ». Ce message lui arriva après que le Syndicat Unifié de Police a alimenté des fils de conversation machistes dans lesquels était encouragé le viol de Maleno, dans les jours postérieurs à la critique de l'activiste sur l'action des forces de sécurité de l'État à la frontière de Ceuta. Les agressions par réseaux sociaux, les appels et finalement la menace de mort ont mené Caminando Fronteras à lancer la campagne « #DefenderAQuienDeﬁende ». Au communiqué du collectif, ont adhéré jusqu'à 500 organisations et entités nationales et internationales (parmi lesquelles se trouvent Amnesty International, Médecins du monde, le Défenseur du peuple andalou ou Podemos)[source secondaire nécessaire]. L'Organisation mondiale contre la torture et la Fédération internationale des droits de l'homme ont ensuite émis un communiqué exigeant aux États de régler les responsabilités politiques et garantir la sécurité de l'activiste. La campagne prétendait visibiliser, non seulement le cas de Maleno, mais aussi ceux de tous les défenseurs et défenseures des Droits Humains dont l'activité se voit entravée par les intérêts politiques et économiques des États européens[réf. nécessaire].

## Prix nationaux et internationaux
- Prix Droits Humains 2014 de l'Union Progressiste des Procureurs[20]
- Prix des Droits Humains 2015 du Conseil Général du Barreau espagnol[21]
- Distinction pour la Défense des Droits des Femmes Migrantes de l'Institut Andalou de la Femme (2016)[22]
- Distinction pour la Défense des Droits des Femmes Victimes de Traite de la Fondation Amaranta (2017).
- Mention spéciale aux Prix Dignité 2017 de la Mairie de Grenade
- Prix Monde Noir à la Fraternité 2017[23]
- Prix Puñetas Periféricas 2018 de l'Association des Communicateurs et Informateurs Juridiques[24].
- Prix Gernika pour la Paix et la Réconciliation 2018 au 81ème anniversaire du bombardement.
- Prix Valors 2018 du Conseil du Barreau Catalan[25].
- Prix Etnosur 2018 du Festival de Rencontres Ethniques du Sud.
- Prix Séan McBride 2018 du International Peace Bureau[26].
- Reconnaissance Ànima 2018 du Centre des Initiatives Solidaires Ángel Olarán[27].
- Prix Nationaux de Journalism et Droits Humains 2018 de l'Association de Droits Humains d'Espagne[28].